# 이와후네정 (도치기현)
이와후네정(일본어: 岩舟町)은 도치기현 남서부에 있던 시모쓰가군의 정이다. 2014년 4월 5일, 도치기시로 편입합병되어 소멸되었다.

## 지리
아시오 산지의 최남단, 이와후네 산 주변에 펼쳐진 마을이다.

## 역사
- 1889년 4월 1일 - 이와후네촌, 오노데라촌, 시즈와촌이 성립하였다.
- 1956년 9월 30일 - 이와후네촌, 오노데라촌, 시즈와촌이 합병해 새로운 이와후네촌이 되었다.
- 1962년 4월 1일 - 정으로 승격해 이와후네정이 되었다.
- 2014년 4월 5일 - 도치기시로 편입해, 동일 이와후네정은 폐지되었다.

## 교통

### 철도
- 동일본 여객철도 료모선
- 도부 철도 닛코선

### 도로
- 국도 제50호선

## 참고문헌
- 早稲田大学紳士録刊行会編『早稲田大学紳士録 昭和15年版』早稲田大学紳士録刊行会、1939年。
- 『栃木県町村合併誌 第五巻』 栃木県、1958年3月。
- 『栃木県町村会七十年史』 栃木県町村会、1991年6月18日。